# Wout Wagtmans
Wout Wagtmans   (Rucphen, 10 de novembre de 1929 - Sint Willebrord, 15 d'agost de 1994) va ser un ciclista neerlandès que tant va destacar en carretera com en pista. Fou professional entre 1950 i 1961, aconseguint 42 victòries.
Els triomfs més destacats foren quatre etapes al Tour de França, tres al Giro d'Itàlia i el Tour de Romandia de 1952. Wout Wagtmans era un ciclista molt popular, per la seva combativitat i entusiasme. Rebia molts renoms: Olijke Woutje, Dik Trom, Zoeloe, de Clown i het Kemphaantje.
En retirar-se del ciclisme professional dirigí l'equip neerlandès del Tour de França 1967 que girava al voltat de Jan Janssen. Després d'això agafà les regnes del negoci familiar de transport.

## Palmarès
- 1950
  - 1r a la Volta a Holanda del Nord
  - 1r de l'Acht van Chaam
  - 1r del Premi d'Halsteren
  - 1r del Premi d'Oosterhout (darrere derny)
  - 1r del Premi de Rotterdam
- 1951
  -  Campió dels Països Baixos de contrarellotge de Clubs
  - 1r del Premi de Terneuzen
  - 1r del Premi d'Oostburg
  - 1r del Premi de Leopoldsburg
  - 1r del Premi de Wouw
- 1952
  - 1r del Tour de Romandia i vencedor d'una etapa. 1r del Gran Premi de la Muntanya
  - 1r de l'Acht van Chaam
  - Vencedor d'una etapa de la Volta als Països Baixos
- 1953
  - 1r del Tour de Hesbaye
  - 1r del Premi de Hoensbroek
  - Vencedor de 2 etapes al Tour de França
  - Vencedor de 2 etapes de la cursa A Través de Bèlgica
  - Vencedor d'una etapa a la Volta a Algèria
- 1954
  - Vencedor de 2 etapes al Giro d'Itàlia
  - Vencedor d'una etapa al Tour de França
  - Vencedor d'una etapa del Gran Premi d'Eibar
  - 1r del Premi d'Helmond
  - 1r del Premi de Sint-Willebrord
  - 1r del Gran Premi de Noel de Dortmund (mig fons)
  - 1e a Anvers (mig fons)
- 1955
  - Vencedor d'una etapa al Tour de França
  - 1r del Premi de Drachten, darrere derny
  - 1r del Premi d'Appeldorn, darrere derny
- 1956
  - Vencedor d'una etapa al Tour de Romandia
- 1957
  - 1r de la Roma-Nàpols-Roma i vencedor d'una etapa
  - Vencedor d'una etapa al Giro d'Itàlia
- 1958
  -  Campió dels Països Baixos de mig fons
- 1959
  - 1r del Premi de Sint-Willebrord
  - 1r del Gran Premi de Colònia de mig fons
  - 1r del Gran Premi de Zuric de mig fons
- 1960
  - 1r del Tour dels Quatre Cantons

### Resultats al Tour de França
- 1950. Abandona (10a etapa)
- 1951. Abandona (14a etapa)
- 1952. 25è de la classificació general
- 1953. 5è de la classificació general i vencedor de 2 etapes
- 1954. Abandona (20a etapa). Vencedor d'una etapa. Porta el mallot groc durant 7 etapes
- 1955. 19è de la classificació general i vencedor d'una etapa. Porta el mallot groc durant 2 etapes
- 1956. 6è de la classificació general. Porta el mallot groc durant 3 etapes
- 1957. Abandona (4a etapa)
- 1961. Abandona (9a etapa)

### Resultats al Giro d'Itàlia
- 1953. Abandona
- 1954. 14è de la classificació general i vencedor de 2 etapes
- 1955. 9è de la classificació general
- 1956. 13è de la classificació general
- 1957. 9è de la classificació general i vencedor d'una etapa